# Aquiles Nazoa

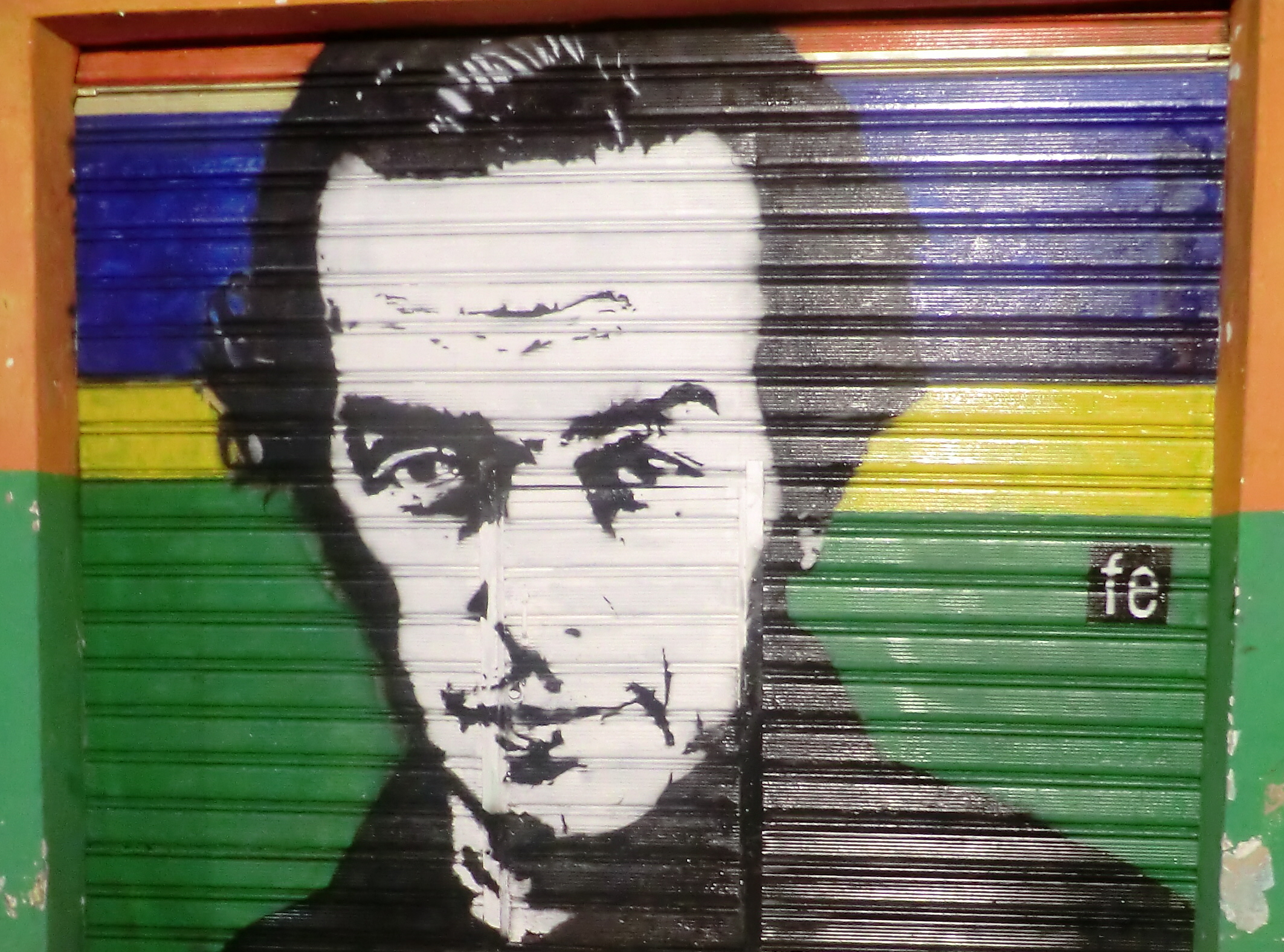
Aquiles Nazoa, gemalt von dem Straßenkünstler Fe

Aquiles Nazoa (* 17. Mai 1920 in Caracas; † 25. April 1976 zwischen Caracas und Valencia) war ein venezolanischer Schriftsteller, Essayist, Journalist, Dichter und Humorist. Seine humoristischen Werke, Gedichte und Kommentare waren und sind bis heute sehr populär. 

## Leben
Nazoa begann mit 12 Jahren zu arbeiten, um seine Familie zu unterstützen. Als Tischlerlehrling und mit Gelegenheitsarbeiten verdiente er sich seinen Lebensunterhalt und bildete sich autodidaktisch weiter. 1935 übernahm er Hilfstätigkeiten bei einer Zeitung, lernte Typographie, Englisch und Französisch und arbeitete als Korrektor. Seit 1938 war er Fremdenführer im Museo de Bellas Artes Caracas.
1940 wurde der dem Marxismus nahestehende Autor wegen eines kritischen Zeitungsartikels verhaftet. Nach seiner Entlastung arbeitete er als Journalist für Rundfunk und Zeitungen, betätigte sich aber auch als Dichter. 1948 erhielt er den nationalen Zeitungspreis für seine humoristischen Beiträge. Unter der Diktatur von Marcos Pérez Jiménez musste er von 1955 bis 1958 emigrieren. Nach seiner Rückkehr betrieb er verschiedene Zeitungsprojekte, die aber aus wirtschaftlichen Gründen oder an der Zensur scheiterten. In den 1970er Jahren arbeitete er auch für das Fernsehen und mit Theaterprojekten.
Er starb am 25. April 1976 bei einem Verkehrsunfall zwischen Caracas und Valencia.

## Werke
- El transeúnte sonreído (1945)
- Cuba, de Martí a Fidel Castro (1961)
- Caracas, física y espiritual (1967)
- Humor y amor (1970)